# Constantine (stad)
Constantine (arabiska: قسنطينة, Qusanṭīnah, även Qacentina) är en stad i norra Algeriet, 320 km ostsydost om Alger, på en platå cirka 650 meter över havet. Den är en av landets största städer och är huvudort i provinsen med samma namn. Folkmängden uppgick till lite mer än 400 000 invånare vid folkräkningen 2008.

## Staden
Gamla staden i Constantine (kasbahn) är delvis omgiven av befästningsverk från medeltiden. Floden Oued Rhumel har eroderat sig ner i en djup kanjon som går i en båge runt stadsdelen, så att den bara är tillgänglig från väst. Flera broar leder dock över ravinen.
I gamla staden finns bland annat moskén Souk el-Ghezal från 1700-talet (ombyggd av fransmännen till en katolsk katedral 1838), och moskén Djemaa el-Kebir.
Nyare stadsdelar har vuxit upp öster om Rhumeldalen och här ligger också järnvägsstationen.
I Constantine finns ett arkeologiskt museum och ett historiskt museum.

## Historia
Constantine grundades av fenicierna. Den kallades av dem Karta, vilket är feniciska för "stad". Detta förvanskades sedan av romarna till Cirta. Den blev huvudstad i Numidien under kung Micipsa och hans efterföljare, och var under kejsartiden en blomstrande romersk koloni. Efter att ha förstörts år 311 e.Kr. återuppbyggdes staden 313 av Konstantin den store, som gav den namnet Constantina.
Ännu under 1100-talet, då staden styrdes av araber, var Constantine en rik och blomstrande stad, men senare delade den Algers öden. Den 13 oktober 1837 stormades staden av fransmännen under marskalk Sylvain Charles Valée. Den var en viktig bas för de allierades fälttåg i Afrika 1942-1943.

## Näringsliv
Constantine är ett handelscentrum och en viktig industristad. Industrin omfattar produktion av traktorer, motorer, lädervaror, lin- och ylletyg. Ett universitet finns i staden sedan 1969. En internationell flygplats finns också.